# فرودگاه لزبریج/اندرسون
فرودگاه لزبریج/اندرسون (به انگلیسی: Lethbridge/Anderson Aerodrome) یک فرودگاه خصوصی است که یک باند فرود چمن دارد و طول باند آن ۶۱۰ متر است. این فرودگاه در کشور کانادا قرار دارد و در ارتفاع ۹۱۵ متری از سطح دریا واقع شده است.